# Nanahuatzin
Nanahuatzin –  skromný aztécký bůh zjizvený od neštovic, který se na základě rozhodnutí rady bohů
na počátku páté éry světa (na počátku tohoto našeho období) obětoval pro dobro všech. Bohové tehdy v Teotihuacánu usoudili, že  se jeden z nich musí obětovat a umožnit svou obětí zrození světla. Nanahuatzin a Tecciztécatl se čtyři dny trýznili, postili se a pouštěli si krev. Nakonec byla zapálena hranice a bůh Tecciztécatl dostal strach, naproti tomu Nanahuatzin se sám vrhl do ohně a dal tak vzniknout slunci. Tecciztécatl skočil na hranici až po něm a hrozilo, že svět bude mít dvě slunce. Velký bůh Quetzalcoatl proto ztlumil Tecciztécatlovu záři a tak z něj vytvořil Měsíc. Podle jedné verze Quetzalcoatl vzal králíka a udusil s ním Tecciztécatlův jas, proto je na Měsíci vidět obrys králíka. Tato legenda má mnoho zajímavých variant.